# Итало-западни езици
Итало-западните езици са основната група на романските езици. Те се разделят на:
- итало-далматински езици, включително италиански
- западноромански езици, включително испански, окситански, португалски и френски